# Kyststrækningen v. Hyllekrog-Rødsand
Kyststrækningen v. Hyllekrog-Rødsand este o arie protejată (arie de protecție specială avifaunistică — SPA) din Danemarca întinsă pe o suprafață de 32.957 ha, din care 89 % marine.

## Localizare
Centrul sitului Kyststrækningen v. Hyllekrog-Rødsand este situat la coordonatele 54°39′09″N 11°41′17″E / 54.6525°N 11.688056°E.

## Înființare
Situl Kyststrækningen v. Hyllekrog-Rødsand a fost declarat arie de protecție specială avifaunistică în mai 1983 pentru a proteja 23 de specii de animale.

## Biodiversitate
Situată în ecoregiunile continentală și marină baltică, aria protejată nu include niciun habitat protejat.
La baza desemnării sitului se află mai multe specii protejate de  păsări (23): gâscă cenușie (Anser anser), gâscă de semănătură (Anser fabalis), ciuf de câmp (Asio flammeus), rața moțată (Aythya fuligula), buhai de baltă (Botaurus stellaris), Branta bernicla bernicla, Bucephala clangula, erete de stuf (Circus aeruginosus), lebădă de iarnă (Cygnus cygnus), lebădă de vară (Cygnus olor), lișiță (Fulica atra), codalb (Haliaeetus albicilla), sfrâncioc roșiatic (Lanius collurio), ferestraș mic (Mergus albellus), Mergus serrator, gaia roșie (Milvus milvus), cormoran mare (Phalacrocorax carbo), cresteț pestriț (Porzana porzana), ciocântors (Recurvirostra avosetta), chiră mică (Sterna albifrons), chiră de baltă (Sterna hirundo), Sterna paradisaea, chiră de mare (Sterna sandvicensis).